# Praça de Aotea
A Praça de Aotea é uma grande área pública em Auckland, Nova Zelândia. Oficialmente aberta em 1979 por Sir Dove-Myer Robinson, a praça perto da Queen Street é usada para concertos ao ar livre, assim como para mercados e manifestações políticas, acolhendo 30.000 pessoas.
O nome da praça deriva de Motu Aotea, o nome maori para a Ilha da Grande Barreira., a aproximadamente 90 km da baixa dde Auckland.